# David W. Dennis

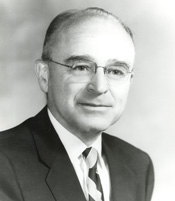
David W. Dennis

David Worth Dennis (* 7. Juni 1912 in Washington, D.C.; † 6. Januar 1999 in Richmond, Indiana) war ein US-amerikanischer Politiker. Zwischen 1969 und 1975 vertrat er den Bundesstaat Indiana im US-Repräsentantenhaus.

## Leben
David Dennis besuchte bis 1929 die Sidwell Friends School in der Bundeshauptstadt Washington und danach bis 1933 das Earlham College in Richmond. Nach einem anschließenden Jurastudium an der Harvard University und seiner im Jahr 1936 erfolgten Zulassung als Rechtsanwalt begann er in Richmond in diesem Beruf zu arbeiten.  Zwischen 1939 und 1943 war Dennis Bezirksstaatsanwalt im dortigen Wayne County. Zwischen 1944 und 1946 diente er in der Endphase des Zweiten Weltkrieges im Judge Advocate General’s Corps der US Army. Dabei war er im pazifischen Raum eingesetzt.
Politisch war Dennis Mitglied der Republikanischen Partei. Zwischen 1947 und 1949 sowie nochmals von 1953 bis 1959 saß er als Abgeordneter im Repräsentantenhaus von Indiana. Bei den Kongresswahlen des Jahres 1968 wurde er im zehnten Wahlbezirk seines Staates in das US-Repräsentantenhaus in Washington gewählt, wo er am 3. Januar 1969 die Nachfolge von Richard L. Roudebush antrat. Nach zwei Wiederwahlen konnte er bis zum 3. Januar 1975 drei Legislaturperioden im Kongress absolvieren. In diese Zeit fielen das Ende des Vietnamkrieges und die Watergate-Affäre. Während dieses Skandals war David Dennis lange Zeit ein Unterstützer von Präsident Richard Nixon. Er stimmte auch gegen das geplante Amtsenthebungsverfahren gegen den Präsidenten, nachdem dessen Verfehlungen längst aufgedeckt waren. Das war auch einer der Gründe für seine Abwahl im Jahr 1974. Während seiner Zeit als Kongressabgeordneter gehörte er zeitweise dem Justizausschuss an.
Nach seinem Ausscheiden aus dem US-Repräsentantenhaus praktizierte David Dennis wieder als Anwalt. Er starb am 6. Januar 1999 in Richmond.